# Mike Polchlopek
Michal Burton "Mike" Polchlopek jr. (Eddyville (Kentucky), 27 december 1965) is een Amerikaans professioneel worstelaar en mixed martial artist. Als worstelaar was hij 6 jaar actief in de World Wrestling Federation (WWF) als Bart "The Hammer" Gunn en Mike Barton.

## In worstelen
- Finishers
  - Barton Buster (Elevated powerbomb)

- Signature moves
  - Barton Cutter (Three-quarter facelock bulldog)
  - Barton Disaster
  - Barton Spike (Chokeslam)
  - Brainbuster
  - Left-handed knockout hook
  - Sidewalk slam

- Managers
  - Jim Cornette
  - Sunny

- Bijnamen
  - "Bodacious"
  - Bart "The Hammer" Gunn
  - "Lefty"

## Kampioenschappen en prestaties
- All Japan Pro Wrestling
  - AJPW Unified World Tag Team Championship (1 keer met Johnny Ace)

- International Wrestling Federation
  - IWF World Tag Team Championship (2 keer)

- Panama Championship Wrestling
  - PCW Americas Heavyweight Championship (2 keer)

- World Wrestling Federation
  - NWA World Tag Team Championship (1 keer met Bombastic Bob)
  - WWF Tag Team Championship (3 keer met Billy Gunn)
  - Brawl for All kampioen